# فانيسا سبينس
فانيسا سبينس (بالإنجليزية: Vanessa Spence)‏ (1961)؛ روائية جامايكية.